# Wiktar Uhrumau
Wiktar Petrawitsch Uhrumau (belarussisch Віктар Петравіч Угрумаў, russisch Виктор Петрович Угрюмов; * 19. August 1939 in Chabarowsk, RSFSR) ist ein ehemaliger belarussischer Dressurreiter.

## Karriere
Uhrumau wurde 1939 geboren. Während des Deutsch-Sowjetischen Kriegs zog seine Familie nach Taschkent, wo er aufwuchs.
Bei den Olympischen Spielen 1976 in Montreal belegte er mit dem Pferd Said den sechsten Platz in der Einzelwertung und wurde Vierter mit der sowjetischen Mannschaft.
Mit dem Pferd Schkwal gewann er 1978 bei der Weltmeisterschaft die Bronzemedaille in der Mannschaftswertung. Ein Jahr später erreichte er bei der Europameisterschaft mit dem Team den zweiten Platz.
Seinen größten sportlichen Erfolg erzielte er bei den Olympischen Spielen 1980 in Moskau. Dort gewann er mit der sowjetischen Mannschaft die Goldmedaille und sicherte sich in der Einzelwertung die Bronzemedaille. Auch bei diesen Spielen trat er mit Schkwal an.
Uhrumau wurde dreimal sowjetischer Meister in der Einzelwertung in den Jahren 1976, 1978 und 1979. Zwischen 1972 und 1980 gewann er außerdem vier nationale Mannschaftstitel.
Bereits während seiner aktiven Karriere war er zeitweise als Trainer in der Weißrussischen SSR tätig. Nach seinem Rückzug vom Leistungssport arbeitete er als Dressurtrainer, unter anderem für die russische Nationalmannschaft.
Für seine sportlichen Erfolge erhielt er 1980 den Titel Verdienter Meister des Sports der UdSSR. Darüber hinaus wurde er mit dem Orden der Völkerfreundschaft und der Medaille „Veteran der Arbeit“ ausgezeichnet.